# Hoa hậu Quốc tế 1986
Hoa hậu Quốc tế 1986 là cuộc thi Hoa hậu Quốc tế lần thứ 26, được tổ chức vào ngày 31 tháng 8 năm 1986 tại Huis Ten Bosch, Nagasaki, Nhật Bản. 46 thí sinh tham gia cuộc thi năm nay. Trong đêm chung kết, Hoa hậu Quốc tế 1985 Nina Sicilia đến từ Venezuela đã trao lại vương miện cho người kế nhiệm, cô Helen Fairbrother đến từ Anh.

## Kết quả cuộc thi

### Thứ hạng
| Kết quả              | Thí sinh |
| -------------------- | --- |
| Hoa hậu Quốc tế 1986 | - Anh - Helen Fairbrother |
| Á hậu 1              | - Đan Mạch - Pia Rosenberg Larsen |
| Á hậu 2              | - Mexico - Martha Merino Ponce de León |
| Top 15               | - Colombia - Maria del Carmen Zapata Valencia - Hà Lan - Caroline Veldkamp - Israel - Chava Distenfeld - Nhật Bản - Rika Kobayashi - New Zealand - Zena Jenkins - Na Uy - Annette Bjerke - Philippines - Alice Dixson - Puerto Rico - Elizabeth Robison Latalladi - Tây Ban Nha - Irán Pont Gil - Thụy Điển - Susanna Marie Lundmark - Hoa Kỳ - Cindy Jane Williams - Venezuela - Nancy Gallardo Quiñones |

### Giải thưởng phụ
| Giải thưởng                 | Thí sinh                                       |
| --------------------------- | ---------------------------------------------- |
| Trang phục dân tộc đẹp nhất | - Venezuela – Nancy Josefina Gallardo Quiñones |
| Hoa hậu Thân thiện          | - Nhật Bản – Rika Kobayashi                    |
| Hoa hậu Ảnh                 | - Thụy Điển – Susanna Marie Lundmark           |

## Thí sinh
- Argentina - Bárbara Laszyc
- Úc - Christine Lucinda Bucat
- Áo - Manuela Redtenbacher
- Bỉ - Nancy Maria Marcella Stoop
- Bolivia - Gloria Patricia Roca
- Brazil - Kátia Marques Faria
- Canada - Irene Elizabeth Vermuelen
- Colombia - Maria del Carmen Zapata Valencia
- Costa Rica - Ana Lorena González García
- Bờ Biển Ngà - Marie Françoise Kouame
- Đan Mạch - Pia Rosenberg Larsen
- Anh - Helen Fairbrother
- Phần Lan - Maarit Hannele Salomäki
- Pháp - Catherine Lucette Billaudeau
- Đức - Birgit Jahn
- Hy Lạp - Afrodite Panagiotou
- Guam - Dina Ann Reyes Salas
- Hà Lan - Caroline Veldkamp
- Honduras - Francia Tatiana Reyes Beselinoff
- Hồng Kông - Nghê Huyên Đồng
- Iceland - Ragna Saemundsdóttir
- Ấn Độ - Poonam Pahlet Gidwant
- Ireland - Majella Byrne
- Israel - Chava Distenfeld
- Ý - Caterina Fanciulli
- Nhật Bản - Rika Kobayashi
- Hàn Quốc - Kim Yoon-jung
- Malaysia - Latonia Chang Pei Pei
- Mexico - Martha Cristiana Merino Ponce de León
- New Zealand - Zena Grace Jenkins
- Quần đảo Bắc Mariana - Lisa Aquiningoc Manglona
- Na Uy - Annette Bjerke
- Panama - Nidia Esther Pérez
- Philippines - Jessie Alice Celones Dixson
- Ba Lan - Renata Fatla
- Bồ Đào Nha - Ana Rosa Pequito Antunes
- Puerto Rico - Elizabeth Robison Latalladi
- Scotland - Kim Robertson
- Singapore - Shirley Teo Ser Lee
- Tây Ban Nha - Irán Pont Gil
- Thụy Điển - Susanna Marie Lundmark
- Thụy Sĩ - Marianne Müller
- Thái Lan - Janthanee Singsuwan
- Hoa Kỳ - Cindy Jane Williams
- Venezuela - Nancy Josefina Gallardo Quiñones
- Wales - Judith Kay Popham

## Chú ý

### Lần đầu tham gia
- Bờ Biển Ngà

### Trở lại
| - Lần cuối tham gia vào năm 1977: - Puerto Rico - Lần cuối tham gia vào năm 1980: - Argentina | - Lần cuối tham gia vào năm 1984: - Malaysia - Thụy Điển |

### Bỏ cuộc
- Guatemala
- Zaire